# حرب راكوتزي الاستقلالية
حرب راكوتزي الاستقلالية (1703-11) كانت أول محاولة كبيرة لإسقاط حكم آل هابسبورغ على المجر. شُنَّت الحرب من قبل مجموعة من النبلاء والأثرياء والتقدميين من ذوي الرتب الرفيعة بقيادة فرانسيس الثاني راكوتزي، وقاتل الجنود المتقاعدون والفلاحون إلى جانب النبلاء. لم يُكلل التمرد المسلح بالنجاح، وانتهى بمعاهدة ساتمار؛ بيد أن النبلاء المجريين تمكنوا من تلبية المصالح المجرية جزئيًا.

## تمهيد
مع معاهدة كارلوفجة في عام 1699، تنازلت الدولة العثمانية تقريبًا عن كامل ادعائها لبعض أراضيها في المجر العثمانية التي احتُلت منذ عهد مملكة المجر القروسطية بعد عام 1526. اعترضت طبقة النبلاء على حكم هابسبورغ لأن الأراضي التي كانت مستولى عليها من قبل العثمانيين أعيدت فقط إلى من يمكنه إثبات حقه في امتلاك الملكية بعد دفع 10% من قيمتها لآل هابسبورغ. في حال تعذر الإثبات، تذهب الملكية إلى دائني الإمبراطورية. انقلبت طبقة الفلاحين ضد الإمبراطورية على أرضية المشاق التي جلبتها عليهم الحروب الطويلة. في عام 1697 قُمِعت انتفاضة مناهضة لهابسبورغ في توكاج. لكن العلاقات بين البلاط والنبلاء كانت آخذة بالتدهور، وكان حكام هابسبورغ الجدد يعاملون الفلاحين معاملة سيئة لدرجة أن بعض الناس رغبوا في العودة إلى الحكم التركي.

### الانتفاضة

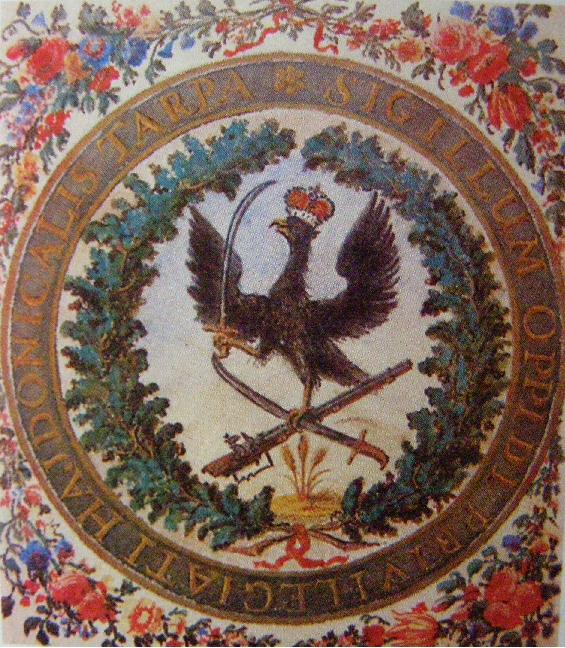
راية وحدة قتالية في حرب الاستقلال

أتاحت العلاقات الدولية للمجر فرصة للتحرر من حكم آل هابسبورغ. بمساعدة لويس الرابع عشر ملك فرنسا ثار المتمردون المناهضون لآل هابسبورغ  بقيادة شاب من الطبقة النبيلة، إيمري ثوكولي، ضد الإمبراطورية في عام 1678. احتل ثوكولي معظم شمال المجر. في عام 1681 انضم العثمانيون لمساعدته، واعترف السلطان محمد الرابع بثوكولي كملك المجر العليا، لكن عندما خسر العثمانيون معركة فيينا عام 1683، خسر ثوكولي الدعم العثماني وهُزم في نهاية المطاف عام 1685. غير تحالفه مع العثمانيين الصورة الإيجابية للمجر لدى أوروبا الغربية، وبدلًا من اعتبارها حُصنًا للمسيحية، بات يُنظر إليها على أنها عدو، ونتيجة لذلك احتُلت المجر واعتُبرت أنها «أرض مكتسبة حديثًا» بدلًا من كونها «أرضًا محررة من العثمانيين».

## القيادة
فرانسيس الثاني راكوتزي (بالمجرية: II. Rákóczi Ferenc). ابن عائلة نبيلة قديمة وأحد أغنى ملاك الأراضي في مملكة المجر. كان الكونت كامس بيربيتوس لمقاطعة ساروسينسيس  (باللاتينية: Comitatus Sarossiensis، بالمجرية: Sáros) منذ عام 1694 فصاعدًا. ولد عام 1676 لفرانسيس الأول راكوتزي، الأمير الحاكم المنتخب في ترانسيلفانيا، وزوجته إيلونا زريني. توفي والده عندما كان مجرد طفل رضيع، وتزوجت والدته إيمري ثوكولي في عام 1682. وبعد هزيمة ثوكولي، تحصنت زريني في قلعة مونكاتش (حاليًا موكاجيفا في أوكرانيا) لثلاث سنوات لكنها اضطرت في نهاية المطاف إلى الاستسلام. بعد معاهدة كارلوفجة، أُرسل زوج أمه إلى المنفى، وأقام راكوتزي في فيينا تحت رقابة هابسبورغ.
أشعلت فلول جيش ثوكولي من الفلاحين انتفاضة جديدة في منطقة هيغياليا في شمال شرق المجر الحالية، والتي كانت جزءًا من ممتلكات أسرة راكوتزي. استولوا على حصون توكاج وساروسباتاك وساتورالياجولي، وطلبوا من راكوتزي أن يتزعمهم، لكنه لم يكن متحمسًا لقيادة ما بدا أنه محض تمرد فلاحي قاصر. عاد بسرعة إلى فيينا حيث بذل قصارى جهده لتصفية ساحته. بعد ذلك أصبح راكوتزي صديقًا للكونت ميكلوش بيرتشينيي الذي كانت ممتلكاته في أونغفار (حاليًا أوجهورود، أوكرانيا - بالأوكرانية:: Ужгород ) مجاورة لأملاك راكوتزي. كان بيرتشينيي رجلًا على درجة عالية من التعليم، وثالث أغنى رجل في المملكة (بعد راكوتزي وشيمون فورغاتش) ، وامتلك علاقات مع معظم الطبقة الأرستقراطية المجرية.